# 人生の踊り
『人生の踊り』（じんせいのおどり、仏: La Danse de la vie humaine）は、フランスの画家ニコラ・プッサンにより1634年 - 1636年頃に描かれた絵画である。
本作は、ロスピリオージ卿、後のローマ教皇クレメンス9世からの依頼で製作された。ロンドンにあるウォレス・コレクションに所蔵されている。

## 作品
画面中央で踊る4人の男女のうち、青い上着と赤いスカートを身につけ、白いサンダルを履いた女性は、バラの花の冠をかぶっている。その隣では、白い上着と黄金色のスカート、真珠の髪飾りを身につけ黄金色のサンダルを履いた女性が踊っている。その隣には、オレンジ色の衣装と黄色の頭巾を身につけた女性がいる。土色の衣装を身につけた男性は、枯れた葉でつくられた月桂冠をかぶっている。
画面上部、空の高いところで、4頭の馬が曳く黄金の凱旋車に乗りながら両腕を広げている裸の青年は、太陽神のアポローンである。アポローンによって支えられている金製の輪は、永遠を表す円である一方で、黄道十二宮でもあり、太陽が1年の間に12の星座を順に巡ることを示している。暁の女神、アウローラが、花をまき散らしながら凱旋車を先導している。時間の精霊、ホーラーたちが、輪になって踊るように飛翔し、凱旋車に付き従っている。
画面下部の左端に描かれた石柱には、2つの顔が載っている。これは、前向きと後ろ向きの2つの顔をもつ双面神であるヤーヌスで、門の守護神である。また、石柱には、花環が飾られている。
石柱の足もとでは、プット（キューピッド）がシャボン玉を膨らましている。画面右端では、もう1人のプットが、時間のシンボルである砂時計を手にしている。その後ろでは、筋肉を隆々とさせ、大きな翼を生やした、禿頭に白髭の老人である時の翁、サートゥルヌス（クロノス）が、木製のがっしりとした竪琴を爪弾いている。

## 解釈
中央で踊るの4人が、四季の擬人像であるとする説がある。青い上着の女性が春、白い上着の女性が夏、オレンジ色の衣装の女性が秋、土色の衣装の男性が冬であるというものである。
他に、4人は人生のサイクルの寓意であるとする説もある。青い上着の女性は、鑑賞者に誘うような視線を投げかけており、バラは、愛欲と美の女神ヴィーナスのアトリビュートであるため、「享楽」を表し、白い上着の女性は、すました表情をしており、黄金色の衣装を身につけていることから、「富」を表し、オレンジ色の衣装の女性は、「富」に手を伸ばして努力していることから、「勤勉」を表し、土色の衣装の男性は、1人だけ陽が当たっていないことから、「貧困」を表すというものである。